# Петър Дертлиев
Петър Антонов Дертлиев е български лекар и политик, социалдемократ. Народен представител в Шестото велико народно събрание. Арестуван и изпратен като политзатворник в комунистическите лагери и затвори. След падането на комунистическия режим възстановява заедно с Атанас Москов Българската социалдемократическа партия (БСДП) и дълги години е неин председател.

## Произход
Роден е на 7 април 1916 година в с. Писарово, Плевенска област. Родът на майка му е от Беломорска Тракия, а на баща му – от Велес, Вардарска Македония. Дядо му по баща, Иван, бяга със семейството си от Велес в Демир Хисар, а след това – в Свободна България, в Кюстендил. Баща му Антон още от гимназиалните си години е социалдемократ. Става учител и синдикален лидер. След деветосептемврийския преврат се противопоставя открито на политиката на БКП за македонизация.

## Професионален път
Петър Дертлиев по образование е лекар. Завършва медицина през 1941 година. Бил е за кратко асистент в катедра „Анатомия“ на Медицинския факултет към Софийския университет. Кариерата му е белязана от политическото преследване, упражнено спрямо него. От 1957 до 1963 работи в туб-диспансера за деца в Трявна и Перник. След това до пенсионирането си през 1984 г. е завеждащ флуорографското отделение на Института по туберкулоза към Медицинска академия.

## Политическа дейност

### Преди комунистическия период
Петър Дертлиев по собствените му думи е „социалдемократ от юноша“. Участвал е в стачки и е заемал открити социални позиции по трибуни. Огромно влияние за формирането на политическите му възгледи и ерудиция изиграват срещите му със социалдемократическите лидери Кръстю Пастухов и Атанас Москов. След като се завръща в България през 1936 г. за да се бори против безпартийната диктатура, Атанас Москов активизира социалдемократическата партия и създава нелегален Акционен комитет към нея. Петър Дертлиев веднага се включва в него. Дейността им се състои главно в нелегално печатане на вестници като вестник "Народ", вестник "Социалистическа младеж", позиви, апели и др. и тяхното разпространяване. За първи път е арестуван през 1936 година по време на студентска протестна демонстрация за възстановяване на Търновската конституция. По-късно е многократно арестуван за опозиционна дейност срещу безпартийната диктатура, установена след 1934 година. През 1938 година е следствен за нелегално печатане и разпространяване на материали по време на изборите. Според Петър Дертлиев, "до 1941г. режимът не стига бруталността  на първообразите в Италия и Германия."   След навлизането на германските войски в България през 1941 г., Петър Дертлиев не е безразличен към възторга, обхванал обществото около присъединяването на „Новоосвободените земи“ към България. Обаче, същевременно с тревога си задава въпроса – какво ще стане „дори с жалката полусвобода“ в България, ако хитлерофашистката армия спечели войната.

### По време на комунистическия период
След 9 септември 1944 г. е член на комитет на Отечествения фронт в Софийския университет и в Медицинския факултет. Секретар е на Съюза на социалистическата младеж от 1946 г.
През 1946 г. за опозиционна дейност срещу налагащия се комунистически режим е изпратен в лагер „Росица“. Същата година бива избран за народен представител във Великото народно събрание. Някои от речите му са твърде дръзки и в началото на 1947 г., по искане на Георги Димитров, е отстранен от парламента за три заседания. През 1948 г. депутатският му имунитет е отнет, а Дертлиев бива осъден на десет години затвор „за контрареволюционна дейност“. Излежава ги в лагерите в с. Венчан и Белене (на 2 пъти), Плевенския затвор, наказателното отделение в Пазарджишкия затвор. Този период и преживяните страдания не водят до промяна на политическите му убеждения.
От февруари 1957 работи в продължение на 7 години в тубдиспансера за деца в Трявна и в Перник. 
От 1963 г. до пенсионирането си през 1984 г. е завеждащ флуорографското отделение на Института по туберкулоза към Медицинската академия.

### След 10 ноември 1989 г.
След политическите промени от 1989 г., заедно с Атанас Москов стават инициатори за възстановяването на Българската социалдемократическа партия (БСДП). След краткото председателстване на Атанас Москов (1989 – 1990 г.), от 1990 г. Петър Дертлиев оглавява БСДП като неин председател. През 1990 г. е кандидат за президент, но БСП не приема кандидатурата с мотива, че е краен антикомунист. Дертлиев подписва новата конституция и не се съгласява с позицията на 39-те народни представители, напуснали парламента. Изважда БСДП от СДС през 1991 г. и се опитва да създаде политически център, алтернатива на БСП и СДС. Привлича бивши членове на БСП (от СДК „Европа“) в Социалдемократическия съюз към БСДП. Опитва се да сформира силно социалдемократическо ядро, около което да се обедини политическият център, и до голяма степен постига това със създаването на Съвет за сътрудничество с участието на Алтернативната социаллиберална партия, Гражданско обединение за републиката, Зелената партия, ПК Екогласност и др. През 1994 г. е пръв председател на ротационен принцип на Политически съюз Демократична алтернатива за републиката (ДАР). През 1996 г. Петър Дертлиев издига идеята за създаването на организацията "Сдружение за частна инициатива на гражданите". Целта е тази организация да защитава интересите на дребните и средните собственици. Създаването и е финансирано от свързаната с БСДП, фондация "Янко Сакъзов". Българската социалдемократическа партия (БСДП) и особено Петър Дертлиев и Атанас Москов са едни от инициаторите за възраждането на кооперативното движение в България, унищожено от комунистическия тоталитаризъм. Тази цел е реализирана: създадена е отново система от множество кооперации - кредитно-спестовни (наричани по традиция, отпреди 1944 г., "Популярни банки") и земеделски кооперации. (но не се достига големият размах на кооперативното движение през 30-те години).
Петър Дертлиев е автор на 2 автобиографични книги, една от които е „Това съм аз – речи, статии, интервюта“.
Оттегля се от активна политическа дейност през 1998 г., като остава почетен председател на БСДП. Въпреки силно влошеното си здраве, до последния момент се занимава с политически проблеми. Умира от рак на 5 ноември 2000 г. в София. Гробът му се намира в парцел 12 на Централните софийски гробища.

## Отличия
На 23 декември 2016 г. е удостоен посмъртно от президента Росен Плевнелиев с орден „Стара планина“ I степен „за изключително големите му заслуги в борбата за демокрация, свобода и социална справедливост, както и за установяване на гражданско общество в Република България“.

## Памет
На доктор Петър Дертлиев е наречен булевард в столичния квартал „Люлин“ (Карта).

## Външни източници
Сайт на Българската социалдемократическа партия 